# Les Fins
Les Fins is een gemeente in het Franse departement Doubs (regio Bourgogne-Franche-Comté). De plaats maakt deel uit van het arrondissement Pontarlier. Les Fins telde op 1 januari 2022 3.062 inwoners.

## Geografie
De oppervlakte van Les Fins bedraagt 25,39 vierkante kilometer; de bevolkingsdichtheid is 126 inwoners per km² (per 1 januari 2019).
De onderstaande kaart toont de ligging van Les Fins met de belangrijkste infrastructuur en aangrenzende gemeenten.

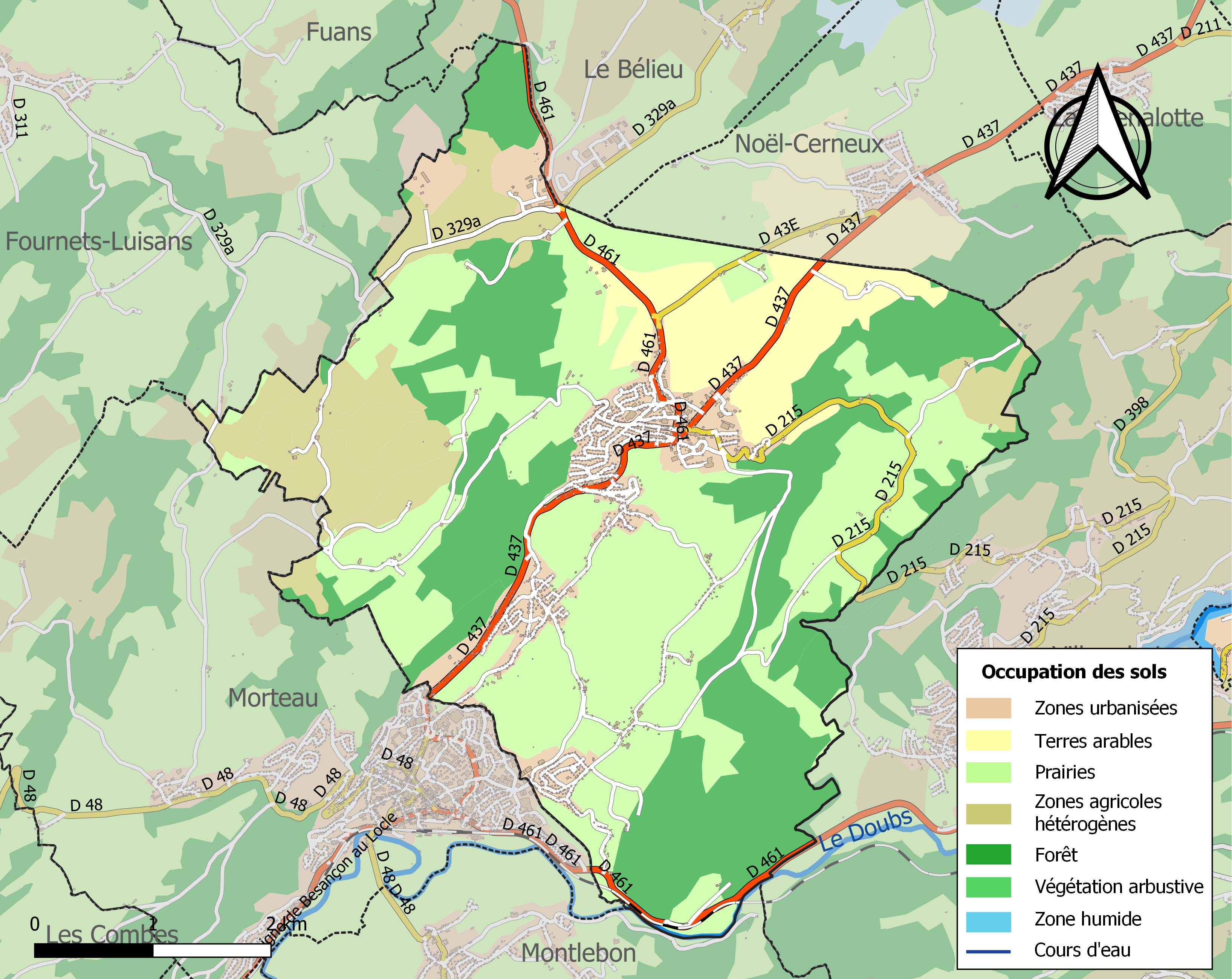

## Demografie
Onderstaande figuur toont het verloop van het inwonertal (bron: INSEE-tellingen).